# رجل الثلج

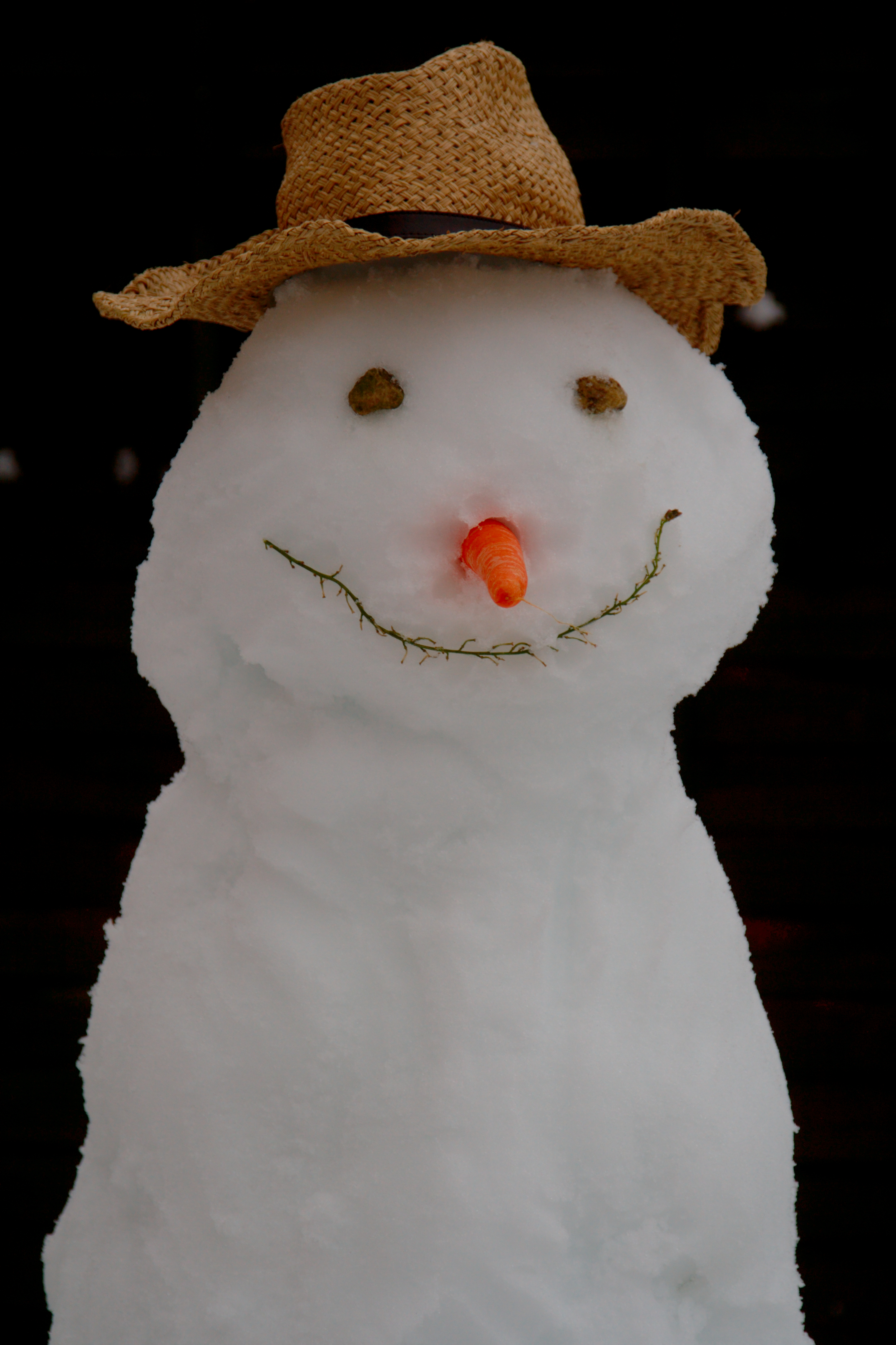

رجل الثلج هو مجسم ثلجي يبنوه الأطفال كجزء من مشروع العائلة للاحتفال بالشتاء.في بعض الحالات قد يبنى الكثير من رجال الثلج في مهرجان.بسبب الرجل الثلجي قد يكون في مواقف مميزة ،مثال على الفن 

## التاريخ
فشل المؤرخون في تسجيل وتحديد أول رجل ثلج.أيا كان بوب ايستيكن مؤلف كتاب تاريخ رجل الثلج سجل أن هناك رجال ثلج منذ القرون الوسطى بدراسة الرسوم المبدعة في المتاحف الأوروبية و المكتبات.

## معرض صور

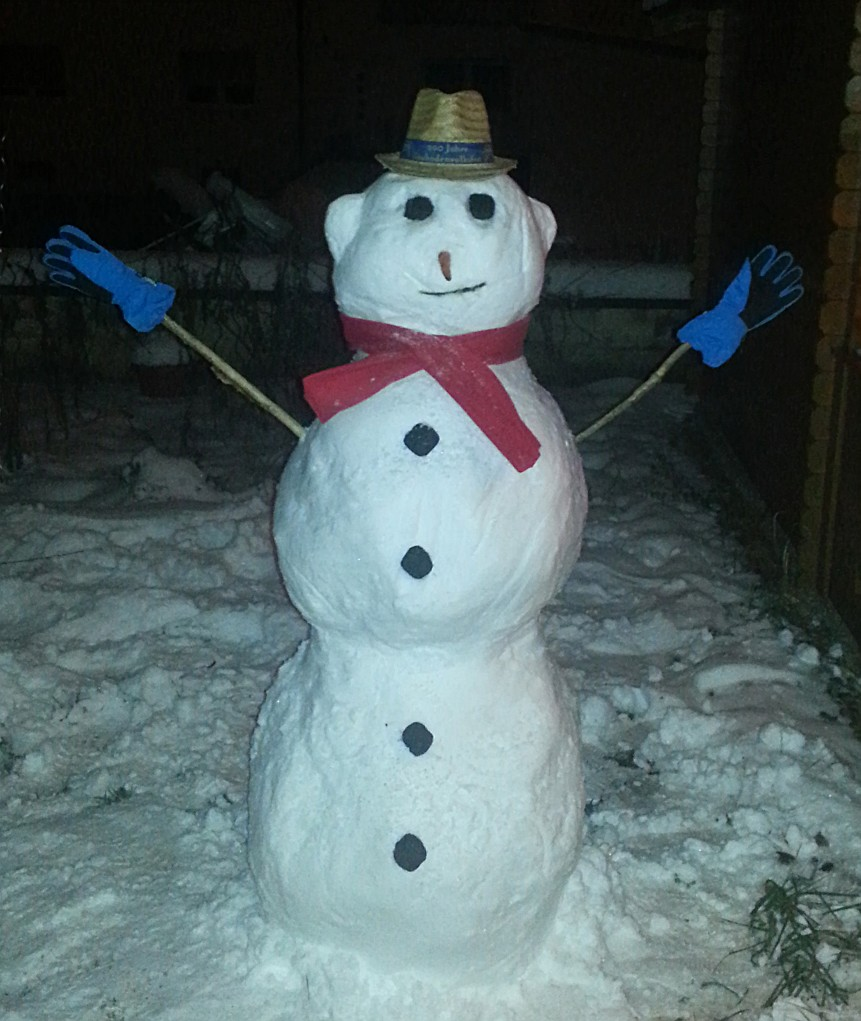
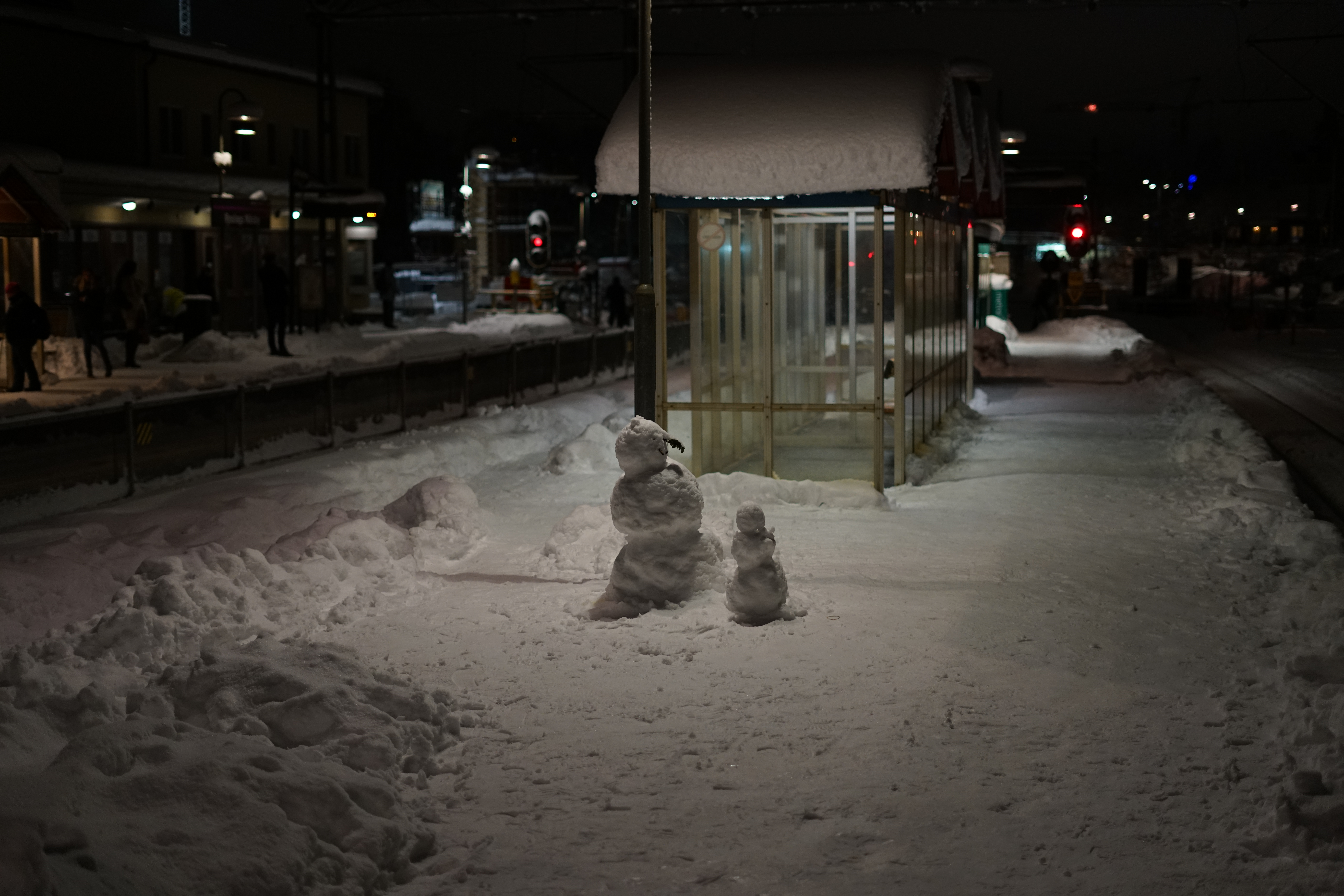
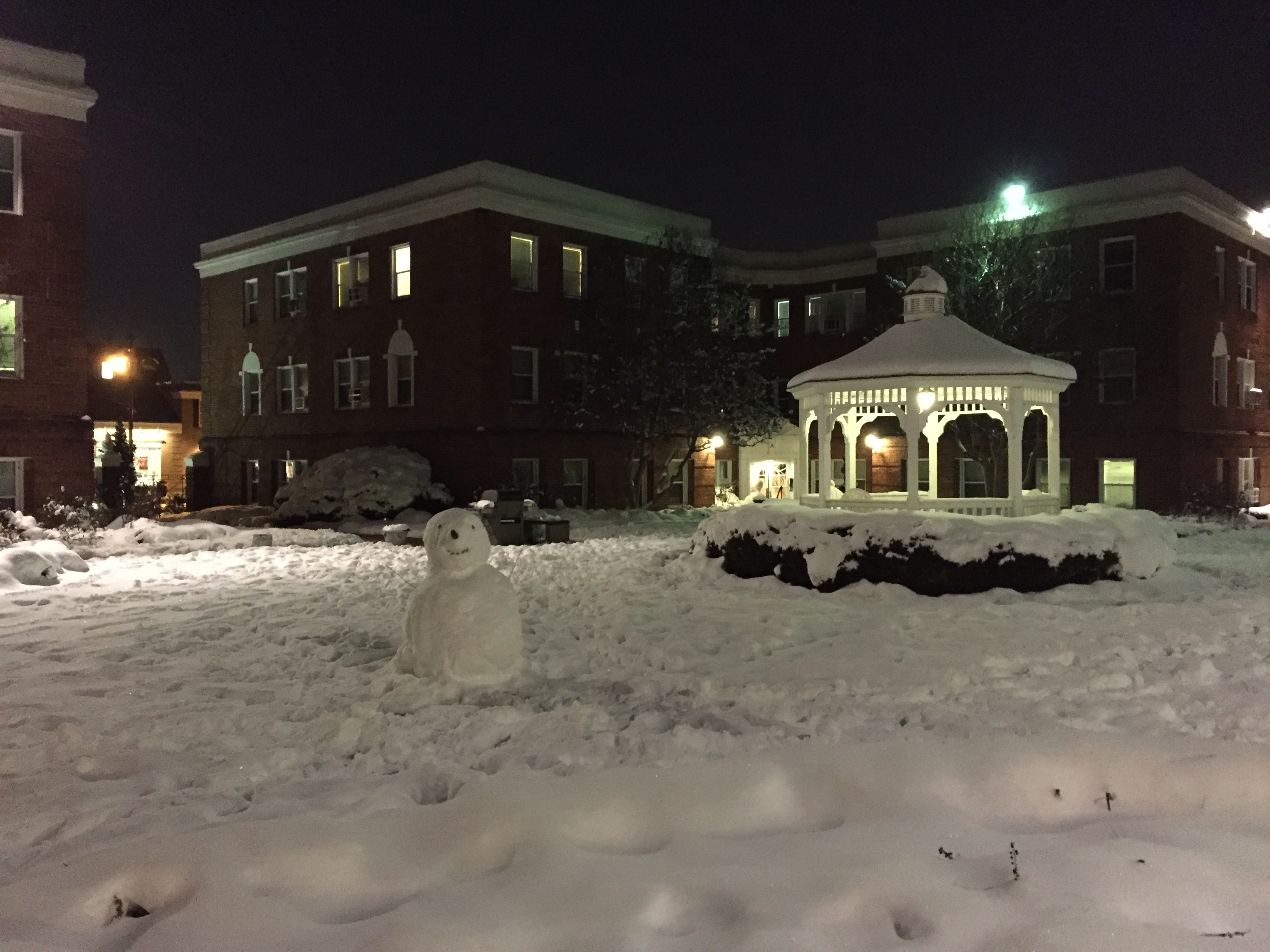
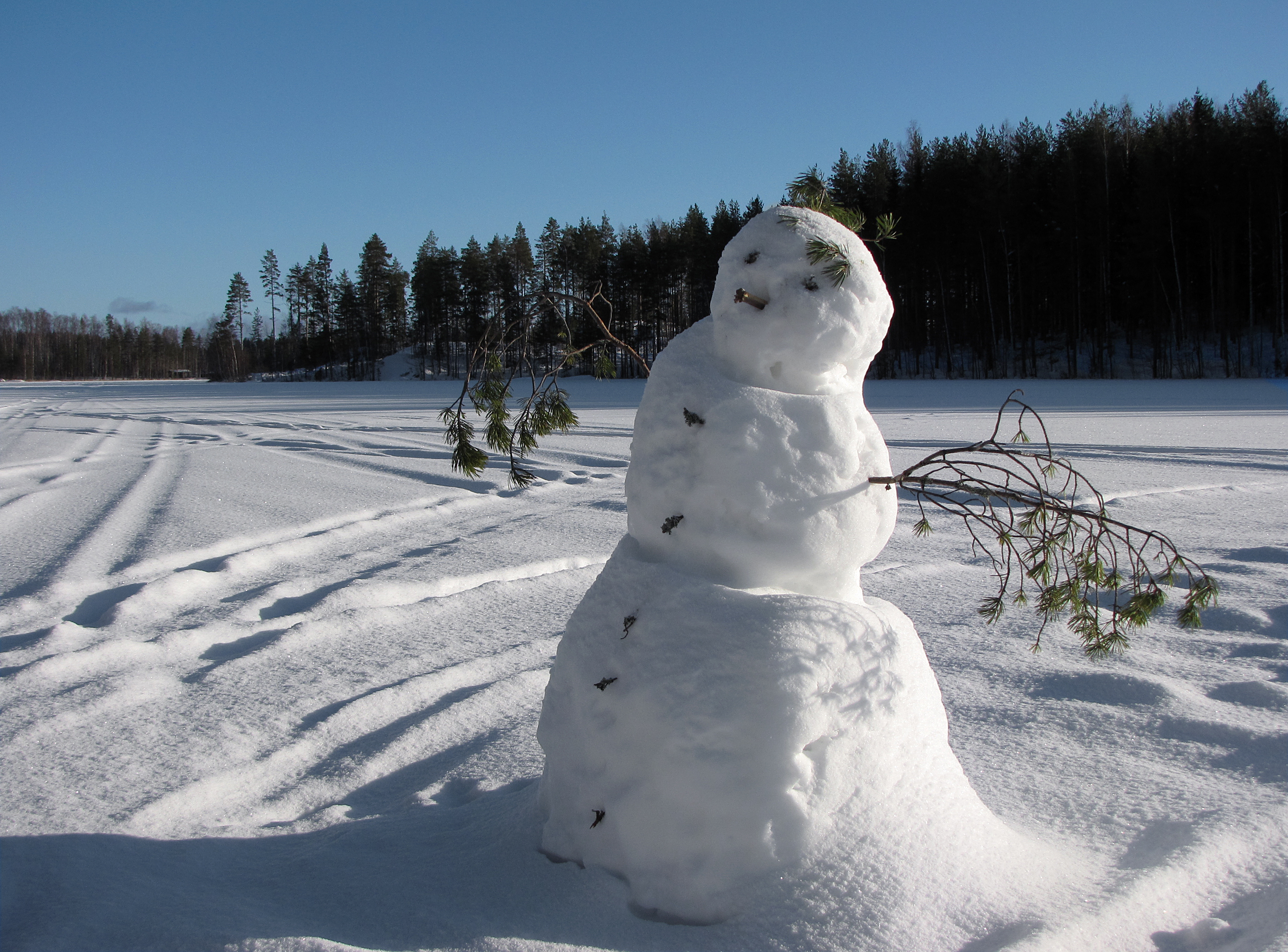
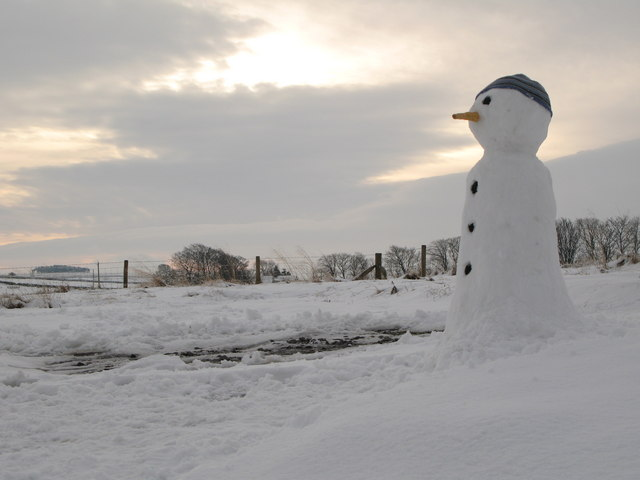
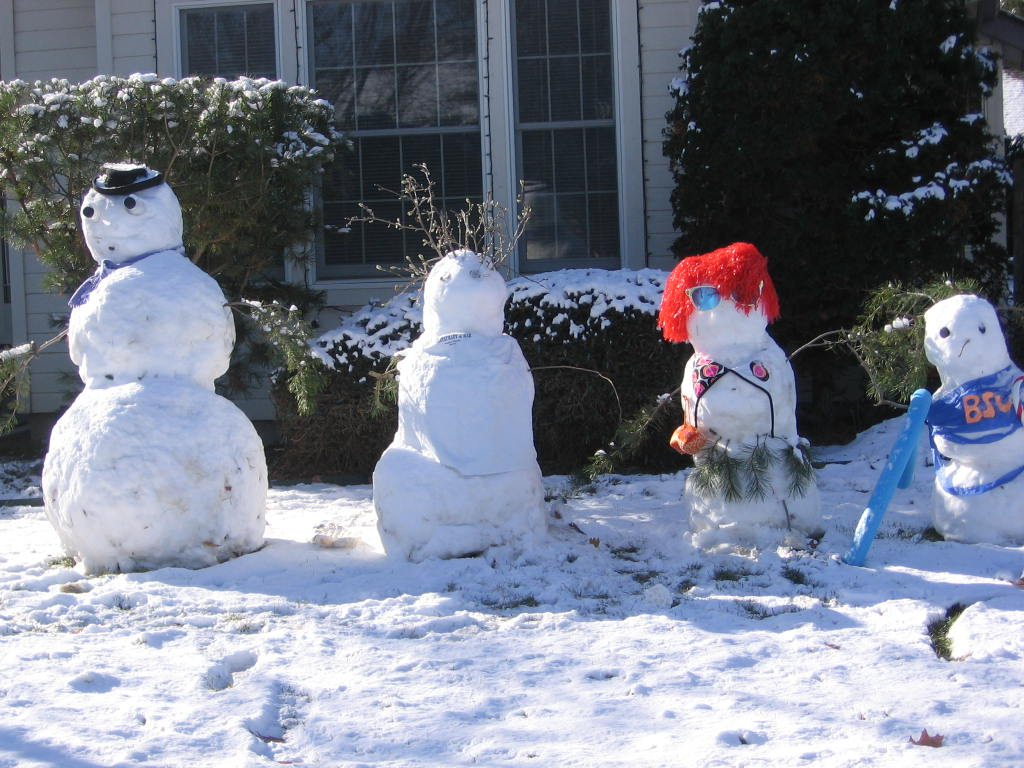

## أكبر رجل ثلجي في العالم
الرقم القياسي لأكبر رجل ثلجي في العالم في 2008 في أمريكاوقد سمي شرف أولمبياد الثلج وطوله تقريبا 37 متر.الرقم السابق كان أيضا في نفس الولاية في أمريكافي فبراير 1999 وقد سمي بأنغس ملك الجبال طوله 34 متر و يزن 9000000 باوند أي 4080000 كيلو جرام.

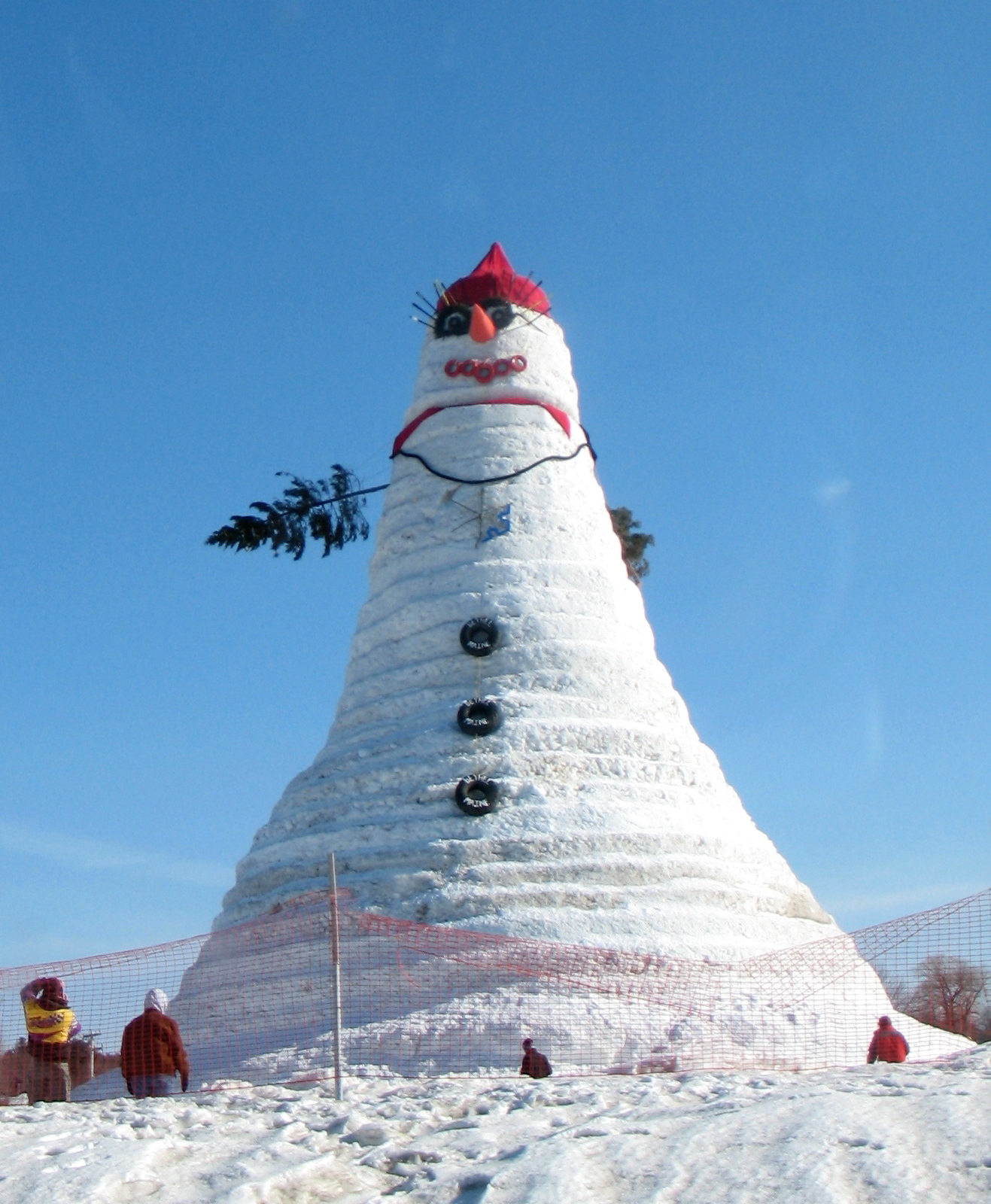
أكبر رجل ثلجي في العالم

## الرمز
رمز الرجل الثلجيU+2603 (☃).